# Längtan till havet
Längtan till havet is een Zweedse dramafilm uit 1931 onder regie van John W. Brunius en Alexander Korda. Tegelijk met de Zweedse versie werden er ook een Franse en een Duitse versie van de film gedraaid.

## Verhaal
Marius wordt verscheurd tussen zijn liefde voor Fanny aan land en zijn liefde voor de zee. Fanny ziet in dat haar geliefde nooit gelukkig zal zijn aan land en trouwt daarom met de rijke Panisse.

## Rolverdeling
| Acteur          | Personage          |
| --------------- | ------------------ |
| Edvin Adolphson | Marius             |
| Carl Barcklind  | Vader van Marius   |
| Inga Tidblad    | Fanny              |
| Karin Swanström | Moeder van Fanny   |
| Rune Carlsten   | Panisse            |
| Nils Lundell    | Piquoiseau         |
| Georg Blomstedt | Félix Escartefique |
| John W. Brunius | Le Goëlec          |
| Nils Jacobsson  | Matroos            |